# Station Kortekeer
Station Kortekeer is een voormalige spoorweghalte voor reizigersverkeer aan spoorlijn 73 (Deinze - De Panne) in de gemeente Ardooie, deelgemeente Koolskamp. Het stationsgebouw ligt aan de Oude Heirweg en is in gebruik bij een particulier.
Het stationsgebouw dateert uit 1896 en is gebouwd conform het Type 1893. Het station bestond uit twee bouwlagen: beneden was het loket en boven lagen de woonvertrekken van het personeel. In 1902 werden er aan de westzijde een wachtzaal en ruimte voor de afhandeling van pakketjes aangebouwd. De wachtzaal en het hoofdgebouw zijn bewaard gebleven.